# Anseau de Cayeux
Anseau de Cayeux (décédé après 1269) était un chevalier français originaire de Picardie, qui a participé à la quatrième croisade et devint l’un des principaux nobles et le régent de l’Empire latin de Constantinople.

## Biographie
Descendant des seigneurs de Cayeux-sur-Mer, il prit selon Geoffroi de Villehardouin la croix au printemps 1200 aux côtés de Hugues IV, comte de Saint-Pol, et demeura dans l'entourage de ce dernier jusqu'à la chute de Constantinople en avril 1204 lors de la quatrième croisade. D’après une lettre de Hugues IV, Anseau fit partie des chevaliers qui votèrent en faveur du détournement de la croisade vers Constantinople, à la suite du siège de Zara . Après la mort de Hugues en 1205, Anseau rejoignit la suite de Henri Ier de Constantinople, frère cadet de l'empereur latin Baudouin de Flandre. Après la capture de Baudouin par les Bulgares au cours de la bataille d’Andrinople, Henri devint régent de l’Empire latin. Il désigna à son tour Anseau comme commandant de la garnison de Vize, en compagnie de six autres chevaliers et un nombre plus important de soldats à pied. C’est de ce poste qu'il défendit avec succès la ville contre le tsar bulgare Kaloyan, qui dans la foulée d’Andrinople avait conquis la plupart des villes de Thrace.
Il continue à être cité aux côtés de Henri de Flandre (qui devint empereur après 1206) sous le nom d’Ansil de Kaeu dans la chronique de Henri de Valenciennes. Avec Conon de Béthune, il mena en 1207 dans le Golfe Pagasétique des négociations infructueuses avec les barons lombards menés par Ravano dalle Carceri, qui refusa de reconnaître la suzeraineté de l’empereur Henri.
Vers 1230, Anseau épousa la princesse byzantine Eudoxie Laskarina, fille de l’empereur de Nicée Théodore Ier Lascaris. La princesse était à l’origine la fiancée de l’empereur latin Robert de Courtenay, mais il la rejeta, ce qui finit par lui coûter son trône. En mars 1237, à la suite de la mort de Jean de Brienne, le principal co-empereur et le tuteur de l’empereur Baudouin II, Anseau devint régent de l’Empire, qui se limitait maintenant essentiellement à Constantinople et ses environs, au moment où Baudouin II s’était absenté pour se rendre en Europe occidentale . Il avait le titre de bailli, et il conserva cette position pendant environ un an ; après quoi il fut remplacé par Narjot de Toucy.
Lors de cet interrègne, plusieurs reliques sont mises en gage pour garantir un emprunt auprès de banquiers vénitiens, afin que l'empire dispose de liquidités pour assurer sa défense ; la couronne d'épines est ainsi mise en gage ; un acte du 4 septembre 1238 conservé aux Archives nationales, cote AE/III/187  signé par Anseau de Cayeux, Narjot de Toucy, Geoffroy de Merry, Vilain d'Aulnay, Girardus de Sirvensi et Milon Tirel prévoit les modalités de remboursement du gage, en lien avec le patricien de Venise, Nicolo Quirino .
Anseau de Cayeux est probablement la même personne que celle étant attestée comme Anselino de Cazeu Camerario Imperii Romanie, résidant à la cour de Charles Ier de Sicile à Naples en 1269 pour régler l'héritage de sa fille. Si c’est le cas, il aura connu au cours de sa vie à la fois la fondation (1204) et la chute (1261) de l’Empire latin. Anseau de Chau, qui servait en 1273 Charles d’Anjou comme vicaire général d’Albanie et dont il était un parent par son mariage avec la reine serbe Hélène d’Anjou, pourrait être son fils.